# Journal intime d'une femme mariée
Journal intime d'une femme mariée (Diary of a Mad Housewife) est un film américain réalisé par Frank Perry, sorti en 1970.

## Synopsis
Tina est une femme au foyer malheureuse, son mari est un avocat arriviste qui lui fait subir des violences psychologiques. Elle prend un amant qui l'initie aux plaisirs liés au sexe sans amour mais qui va finir par la quitter, ce qui la conduit plus profondément dans le désespoir.

## Fiche technique
- Titre : Journal intime d'une femme mariée
- Titre original : Diary of a Mad Housewife
- Réalisation : Frank Perry
- Scénario : Eleanor Perry d'après le roman de Sue Kaufman
- Production : Frank Perry
- Photographie : Gerald Hirschfeld
- Costumes : Ruth Morley
- Montage : Sidney Katz
- Pays d'origine : États-Unis
- Format : Couleurs - Mono
- Genre : Comédie dramatique
- Durée : 95 minutes
- Date de sortie : 1970
- Affiche : René Ferracci (France)

## Distribution
- Richard Benjamin : Jonathan Balser
- Frank Langella : George Prager
- Carrie Snodgress : Tina Balser
- Lorraine Cullen : Sylvie Balser
- Frannie Michel : Liz Balser
- Alley Mills : Fille féministe
- Alice Cooper : Lui-même

## Anecdote
C'est en voyant ce film que le chanteur Neil Young s'éprit de l'actrice Carrie Snodgress, qui devint la mère de son premier enfant. Young y fait référence dans le dernier couplet de sa chanson  A Man Needs a Maid (album Harvest, 1972).